# Сословно-представительная монархия
Сословно-представительная монархия — разновидность феодальной монархии, предусматривающая участие сословных представителей в управлении государством и составлении законов. Складывалась в условиях политической централизации; различные сословия были представлены в законосовещательных органах неравномерно, часть из этих представительских органов впоследствии эволюционировала в современные парламенты.

## В Западной и Центральной Европе
Классические примеры сословно-представительной монархии дала история Западной Европы XIII, XIV и отчасти XV веков. 
В Испании, Англии, Шотландии, Германии, Франции сословно-представительные монархии возникли как раз тогда, когда феодальный строй пришёл в упадок; сословно-представительные учреждения носили здесь явственные черты хронологической близости к феодальной эпохе. Наиболее характерной чертой в этом смысле является само происхождение состава сословно-представительных собраний, особенно в начале периода, т.е. в XIII веке: в эти собрания являлись не депутаты, не избранные представители феодалов, клира, городов, а все феодалы, все клирики, связанные вассальными отношениями с короной, а также городские должностные лица (либо одни городские головы, либо они же со своим секретариатом, либо один секретариат). Последние участвовали в собрании как представители самоуправления, как королевские контрагенты, как одна из двух договаривавшихся сторон, помеченных в коммунальной грамоте их города. Обсуждать с королём общественные вопросы имели право только те, кто мог указать на какие-либо прямые отношения свои к королю. Архиепископы, епископы, аббаты самостоятельных монастырей были королевскими вассалами — и все они имели право на место в сословно-представительных учреждениях; сельские священники (и в громадном большинстве городские), миссионеры, аббаты безземельных монастырей не были связаны никакими отношениями с королевской властью — и никогда в эти собрания не попадали. Светские феодалы, и мелкие, и крупные, считали короля сюзереном их земель — и они все могли явиться в собрание; наоборот, бездомные рыцари, хотя бы их феодальное происхождение было твёрдо установлено, никакого отношения к собранию иметь не могли. Наконец, города только тогда присылали своих представителей, если пользовались коммунальной свободой, если успели запастись от короля хартией на самоуправление. 
Государственно-правовая идея сословно-представительных учреждений была та, что дела государства должна вершить общая воля, управляющая всей землёй. Но так как, по феодальному праву, частицы этой воли уступлены государем 1) его вассалам, пользующимся властью в своих имениях, и 2) городам, получившим самоуправление — то для того, чтобы воля была действительно общей, государь должен был собрать вокруг себя всех носителей и представителей власти, т. е. всех вассалов и самоуправляющиеся города. Такой совокупностью всех земских властей и было сословно-представительное собрание, под председательством короля, в первое время, т.е. в XIII веке. 
Позднее избирательное начало стало прокладывать себе путь в германских ландтагах, во французских Генеральных штатах. Раньше всего сказался этот принцип в представительстве городов: вместо городских властей на собрания начали являться специально для того избранные городские депутаты. В Венгрии (в эпоху Людовика Великого, в XIV веке), дворяне, являясь на комитатские собрания в огромном числе, производили такие бесчинства и так затрудняли делопроизводство, что пришлось предписать, чтобы приезжали впредь не все дворяне, а только их депутаты. По иным причинам (а чаще всего без причин, ясно поддающихся учёту) такие же изменения произошли в немецких ландтагах и в Генеральных штатах. В английском парламенте наличность избирательного принципа (наряду с личным — в верхней палате) можно констатировать с первых времён его существования. 
В Испании, где (собственно, в Кастилии и Арагоне) сословно-представительные учреждения (кортесы) были уже в расцвете в XII веке, т.е. несколько раньше, чем в иных местах, они выговорили себе право легального сопротивления силой, в случае нарушения королём сословных прав и привилегий. Такого права вооружённого сопротивления не имели ни французские Генеральные штаты, ни немецкие ландтаги, но имели английский парламент и венгерские сословные собрания. 
Чем больше прежний феодальный, личный характер пополнения сословно-представительных учреждений заменялся избирательным принципом, тем твёрже и самовластнее действовала королевская власть на всем континенте Европы. Собрание депутатов от владетельных лиц, от земской власти оказывалось гораздо менее авторитетным, чем самая эта земская власть «во плоти», и право вооружённого сопротивления на континенте очень скоро (уже в XIV веке) отошло в область преданий. Утрата этого права, как и других важнейших прав, объясняется социальной рознью, с самого начала царившей в сословных собраниях, обострившейся с течением времени и сделавшей их бессильными пред лицом королевской власти. В Испании высшая знать (brazo de nobles) не умела сойтись не только с городскими представителями, но и с простыми рыцарями (caballeros); во Франции дворяне выискивали случаи оскорбить среднее сословие; в немецких землях духовные и светские владетели всегда переносили в ландтаги свои соседские, помещичьи дрязги. Благодаря этому внутреннему антагонизму короли все более и более поднимали голову, видя себя желанными и призванными посредниками в этой междусословной борьбе. Все более и более генеральные штаты Франции, ландтаги Германии принимали только совещательный характер, все решительнее кастильские и арагонские короли отодвигали на задний план собрания кортесов. 
Средневековый феодальный строй весь покоился на договорном начале: оно довольно заметно чувствуется в Германии XIII — XIV веках, не говоря уже об испанских государствах и Англии, где оно играло самую решительную роль (в Испании оно стало исчезать с начала XV века, а в Англии развилось далее и повлияло на выработку новейших представлений о правах парламента). Во Франции генеральные штаты с самого начала не основывались в своих действиях на какой бы то ни было договорной идее. Договорное начало выражалось в необходимости согласия сословно-представительного собрания на издание тех или иных новых законов или отмену старых. Соглашаясь с предлагаемыми им мероприятиями, сословно-представительные собрания вместе с тем установляли на известный срок подати и налоги, которые имел право требовать король. Вследствие сословной розни, королевская власть уже в XV веке наносит и в Испании, и в Германии, и во Франции жестокие удары сословно-представительным собраниям, которые не в силах оказать особенно активного сопротивления. 
В XVI веке абсолютизм торжествует на всем континенте; религиозно-национальная борьба этого столетия также сильно содействует упадку сословно-представительных собраний и сосредоточению всей полноты государственной власти в руках королей. В XVII в. сословно-представительные собрания во Франции перестают даже собираться, а в германских государствах совершенно утрачивают свой прежний характер активной политической силы. В Испании сословно-представительные собрания были подавлены окончательно Филиппом II, ещё в XVI веке. 
Только в Англии нижняя палата и в XIII, и в XIV, и в XV веках, несмотря на пёстрый свой состав, твёрдо отстаивала свои права и, невзирая на существование известного антагонизма по отношению к палате лордов, никогда не протягивала руки помощи королевской власти против наследственных законодателей. Английский парламент, вследствие этого, перешёл невредимым в новые времена и явился единственным учреждением, в жизни которого можно проследить превращение договорного феодального принципа в конституционное право последних веков.

## В России
В России сословно-представительная монархия в значительной степени оформилась в XVI веке в период правления Ивана IV Грозного. Событием, фактически оформившим сословно-представительную монархию на Руси, можно считать созыв Земского Собора 1549 года, хотя первый случай созыва совета с участием различных сословий впервые упоминается под 1211 годом в связи с вопросом о престолонаследии во Владимиро-Суздальском княжестве (Князь великий Всеволод созвал всех бояр своих с городов и волостей и епископа Иоанна, и игумены, и попы, и купцы, и дворяне, и все люди). Эпоха сословно-представительной монархии в России прекращается с переходом к абсолютизму в результате реформ Петра I.

## Примеры
- Речь Посполитая — Сейм
- Русское царство — Земский собор
- Франция — Генеральные штаты
- Нидерланды — Генеральные штаты
- Священная Римская империя — Рейхстаг
- Хорватия — Сабор
- Испанская империя — Кортесы
- Исландия — Альтинг
- Королевство Англия — Парламент
- Казахское ханство[2] — Курултай[3]